# Pharsalia clara
Pharsalia clara là một loài bọ cánh cứng trong họ Cerambycidae.